# Добротовский сельский совет (Кролевецкий район)
Добротовский сельский совет (укр. Добротівська сільська рада) — входит в состав
Кролевецкого района
Сумской области
Украины.
Административный центр сельского совета находится в 
с. Добротово
.

## Населённые пункты совета
- с. Добротово
- с. Терехово